# Biểu tình về bầu cử tổng thống Hoa Kỳ 2020–21
Các cuộc biểu tình phản đối bầu cử Hoa Kỳ 2020–21 là một loạt các cuộc biểu tình đang diễn ra khắp nhiều thành phố ở Hoa Kỳ sau cuộc bầu cử Tổng thống Hoa Kỳ năm 2020 giữa Tổng thống đương nhiệm Donald Trump và người thách thức thuộc đảng Dân chủ Joe Biden. Cuộc bầu cử được tổ chức vào ngày 3 tháng 11 năm 2020. Biden thắng cử, nhận 81,3 triệu phiếu bầu (51,3%) so với 74,2 của Trump triệu (46,9%)  và giành được Cử tri đoàn từ 306 lên 232. Chiến thắng của Biden trở nên rõ ràng vào ngày 7 tháng 11, sau khi các lá phiếu (bao gồm cả các lá phiếu gửi qua thư) được lập bảng. Cử tri đoàn đã bỏ phiếu vào ngày 14 tháng 12, theo quy định của pháp luật, chính thức hóa chiến thắng của Biden.
Trước và sau cuộc bầu cử, Trump và chiến dịch Trump của ông và các đồng minh đã thách thức một cách vô căn cứ tính hợp pháp của cuộc bầu cử và tuyên bố sai sự thật về gian lận bầu cử trên diện rộng. Trump và các đồng minh của ông đã đệ trình hàng chục thách thức pháp lý đối với kết quả, đã bị từ chối bởi ít nhất 86 thẩm phán từ khắp các lĩnh vực chính trị, ở cả tòa án tiểu bang và liên bang, bao gồm cả các thẩm phán liên bang do chính Trump bổ nhiệm. Các tòa án nhận thấy rằng các tuyên bố của Trump không có cơ sở thực tế hoặc pháp lý. Các cáo buộc không có cơ sở của Trump về gian lận bỏ phiếu phổ biến cũng bị các quan chức bầu cử tiểu bang bác bỏ.
Các nhóm ủng hộ Trump, với sự hậu thuẫn của chính Trump, đã tham gia vào nhiều cuộc biểu tình và biểu tình trên đường phố để chỉ trích kết quả bầu cử và lặp lại tuyên bố sai trái của Trump về gian lận bầu cử.  Các cuộc biểu tình này đã diễn ra ở Washington, DC, các thủ phủ của tiểu bang, và các địa điểm khác trên toàn quốc; họ đã bao gồm những người biểu tình ủng hộ Trump thuộc nhóm Proud Boys. Vào tháng 11 và tháng 12 năm 2020, đã xảy ra các cuộc đụng độ vào ban đêm và ẩu đả trên đường phố ở Washington giữa những người ủng hộ Trump, những người từ chối chấp nhận thất bại của tổng thống, bao gồm cả Proud Boys và những người phản đối.
Vào ngày 6 tháng 1 — ngày Quốc hội Hoa Kỳ chính thức kiểm phiếu đại cử tri — những người ủng hộ Trump đã tập trung cho cuộc biểu tình "Cứu nước Mỹ", nơi những người tham dự đã nghe bài phát biểu của Trump và Rudy Giuliani. Trước khi các bài phát biểu kết thúc, một đám đông người biểu tình đã tuần hành vào Quốc hội và xông vào tòa nhà. Quốc hội đang họp vào thời điểm đó, xác nhận việc kiểm phiếu của Cử tri đoàn. Một số tòa nhà trong khu phức hợp Điện Capitol Hoa Kỳ đã được sơ tán, và những người biểu tình đã phá vỡ an ninh để tràn vào tòa nhà Quốc hội Hoa Kỳ, bao gồm cả National Statuary Hall. Tất cả các tòa nhà trong khu phức hợp Capitol sau đó đã bị phong tỏa. Theo báo cáo, đã có một cuộc vây ráp có vũ trang ở cửa vào các phòng của Hạ viện, một người bị bắn trong tòa nhà Capitol, và một cảnh sát Capitol đã chết sau khi bị đánh bằng bình cứu hỏa. Ít nhất hai thiết bị nổ tự tạo đã được tìm thấy.
Trong hậu quả của storming của Capitol Mỹ, ít nhất 36 Nhà đảng Dân chủ kêu gọi ngay lập tức Trump của luận tội và loại bỏ bởi Quốc hội. Các quan chức cấp tiểu bang bao gồm Trung úy Thống đốc bang Maryland Boyd Rutherford ủng hộ việc luận tội, và các đại diện kêu gọi Phó Tổng thống Mike Pence loại bỏ Trump thông qua Tu chính án thứ 25 của Hiến pháp Hoa Kỳ. Trump tiếp tục đối mặt với phản ứng dữ dội trong những ngày sau đó và do việc sử dụng mạng xã hội để khuyến khích các cuộc biểu tình và bạo lực của những người ủng hộ ông, cuối cùng đã bị hạn chế hoặc cấm trên hầu hết các nền tảng trực tuyến bao gồm YouTube, Facebook, Instagram và Twitter.
Những người ủng hộ có vũ trang của Donald Trump đã tiếp tục phản đối sau hậu quả của vụ người biểu tình xông vào Điện Capitol của Mỹ. Kể từ ngày 10 tháng 1, các cuộc biểu tình có vũ trang đã được lên kế hoạch tại các thủ phủ của hầu hết các bang.